# Kyselina chlorozlatitá
Kyselina chlorozlatitá je anorganická sloučenina s chemickým vzorcem HAuCl4.

## Příprava
Kyselina chlorozlatitá se připravuje rozpouštením zlata v lučavce královské a následným odpařením roztoku. Zahříváním se rozkládá na chlorid zlatitý a chlorovodík. Tato reakce je reverzibilní:
Au2Cl6 + 2 HCl  2 HAuCl4
Kyselina chlorozlatitá je prekurzorem komplexních sloučenin zlata.

## Reakce
Kyselina chlorozlatitá je snadno redukována kovy za vzniku zlata.[zdroj?] Tato kyselina je redukována dimethylsulfidem za vzniku komplexní sloučeniny (CH3)2SAuCl, která je používána k přípravě dalších komplexů zlata.

## Použití
Kyselina chlorozlatitá je elektrolytem Wohlwillova procesu k refinaci zlata.